# Spyridon Chazapis
Spyridon Chazapis (en griego: Σπυρίδων Χαζάπης; 1872 - ?) fue un nadador griego, que compitió en los Juegos Olímpicos de Atenas 1896.
Chazapis compitió en el evento de 100 metros estilo libre, para marinos. Fue el segundo de los tres nadadores que participaron.